# Karl Giesser
Karl Giesser (ur. 29 października 1928, zm. 15 stycznia 2010) – austriacki piłkarz grający na pozycji pomocnika. W swojej karierze rozegrał 4 mecze w reprezentacji Austrii.

## Kariera klubowa
Swoją karierę piłkarską Giesser rozpoczął w klubie Rapid Wiedeń. W sezonie 1949/1950 zadebiutował w jego barwach w austriackiej pierwszej lidze. Swoje pierwsze sukcesy z Rapidem osiągnął w 1951 roku, gdy wywalczył mistrzostwo Austrii oraz zdobył Puchar Mitropa. Po mistrzostwo kraju sięgał z Rapidem także w sezonach 1951/1952, 1953/1954, 1955/1956, 1956/1957, 1959/1960 i 1963/1964. W 1964 roku odszedł do Red Star Wiedeń i w 1965 roku zakończył w nim swoją karierę.
| Sezon   | Klub            | Kraj    | Rozgrywki  | Mecze | Bramki |
| ------- | --------------- | ------- | ---------- | ----- | ------ |
| 1949/50 | Rapid Wiedeń    | Austria | Bundesliga | 13    | 9      |
| 1950/51 | Rapid Wiedeń    | Austria | Bundesliga | 1     | 0      |
| 1951/52 | Rapid Wiedeń    | Austria | Bundesliga | 7     | 0      |
| 1952/53 | Rapid Wiedeń    | Austria | Bundesliga | 13    | 1      |
| 1953/54 | Rapid Wiedeń    | Austria | Bundesliga | 20    | 2      |
| 1954/55 | Rapid Wiedeń    | Austria | Bundesliga | 19    | 1      |
| 1955/56 | Rapid Wiedeń    | Austria | Bundesliga | 17    | 0      |
| 1956/57 | Rapid Wiedeń    | Austria | Bundesliga | 15    | 1      |
| 1957/58 | Rapid Wiedeń    | Austria | Bundesliga | 19    | 1      |
| 1958/59 | Rapid Wiedeń    | Austria | Bundesliga | 24    | 1      |
| 1959/60 | Rapid Wiedeń    | Austria | Bundesliga | 26    | 1      |
| 1960/61 | Rapid Wiedeń    | Austria | Bundesliga | 9     | 0      |
| 1961/62 | Rapid Wiedeń    | Austria | Bundesliga | 26    | 0      |
| 1962/63 | Rapid Wiedeń    | Austria | Bundesliga | 22    | 0      |
| 1963/64 | Rapid Wiedeń    | Austria | Bundesliga | 11    | 0      |
| 1964/65 | Red Star Wiedeń | Austria | Erste Liga | ?     | ?      |

## Kariera reprezentacyjna
W reprezentacji Austrii Giesser zadebiutował 11 kwietnia 1954 roku w wygranym 1:0 towarzyskim meczu z Węgrami, rozegranym w Wiedniu. W 1954 roku był w kadrze na mistrzostwa świata w Szwajcarii, jednak nie rozegrał na nich żadnego meczu. Od 1954 do 1961 roku rozegrał w kadrze narodowej 4 mecze.
| Mecze i gole w reprezentacji | Mecze i gole w reprezentacji | Mecze i gole w reprezentacji | Mecze i gole w reprezentacji | Mecze i gole w reprezentacji | Mecze i gole w reprezentacji | Mecze i gole w reprezentacji |
| #                            | Data                         | Stadion                      | Rywal                        | Wynik                        | Gol                          | Rozgrywki                    |
| 1954                         | 1954                         | 1954                         | 1954                         | 1954                         | 1954                         | 1954                         |
| ---------------------------- | ---------------------------- | ---------------------------- | ---------------------------- | ---------------------------- | ---------------------------- | ---------------------------- |
| 1.                           | 11.10.1954                   | Wiedeń, Austria              | Węgry                        | 0:1                          | 0                            | towarzyski                   |
| 1956                         |                              |                              |                              |                              |                              |                              |
| 2.                           | 14.10.1956                   | Wiedeń, Austria              | Węgry                        | 0:2                          | 0                            | towarzyski                   |
| 1960                         |                              |                              |                              |                              |                              |                              |
| 3.                           | 22.06.1960                   | Oslo, Norwegia               | Norwegia                     | 2:1                          | 0                            | towarzyski                   |
| 1961                         |                              |                              |                              |                              |                              |                              |
| 4.                           | 19.11.1961                   | Zagrzeb, Jugosławia          | Jugosławia                   | 1:2                          | 0                            | towarzyski                   |